# フセヴォロド・メイエルホリド

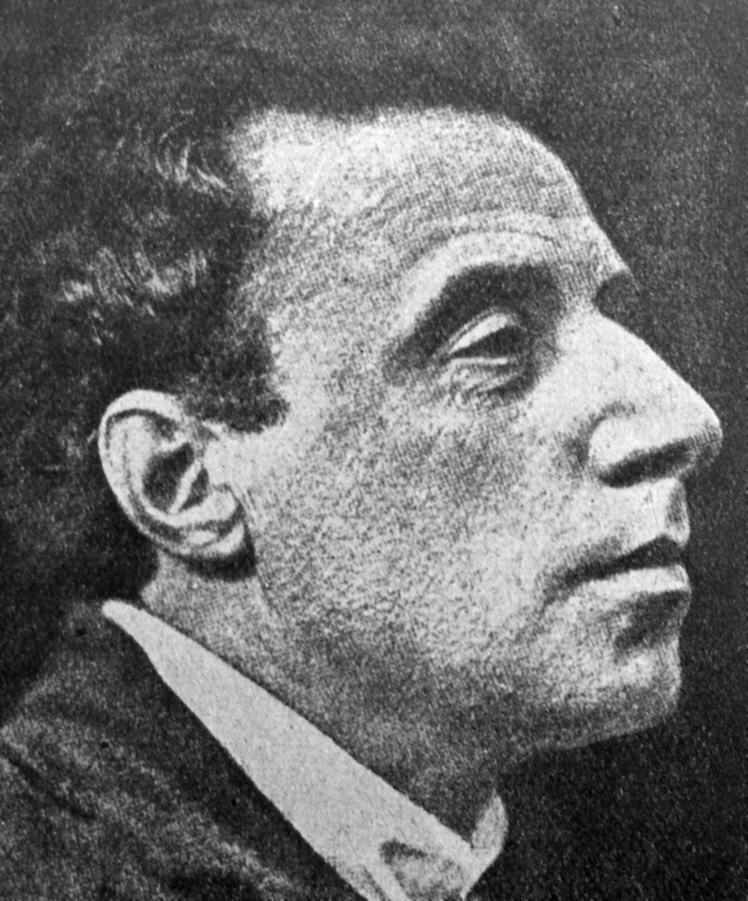
フセヴォロド・メイエルホリド

フセヴォロド・エミリエヴィッチ・メイエルホリド（ロシア語: Все́волод Эми́льевич Мейерхо́льд、Vsevolod Emil'evich Mejerchol'd、 ドイツ語では カール・カジミール・テオドール・マイアーホルト（ドイツ語: Karl Kasimir Theodor Meyerhold、ユリウス暦1874年1月28日（グレゴリオ暦2月9日） – 1940年2月2日）は、ロシアの演出家・俳優。ロシアおよび革命後のソビエトにおいて、挑戦的ともいえる不断の演劇革新運動を展開した。ロシア演劇・現代演劇における最高峰の一人である。フセボロト・メイエルホリトとも書かれる。
ヨシフ・スターリンの大粛清で犠牲となった。

## 生涯・事跡
ユリウス暦1874年1月28日（グレゴリオ暦2月9日）ペンザに生まれる。メイエルホリド家は、ロシアに在住するボルガ・ドイツ人の家系で（ユダヤ系ともされる）、父エーミールはワイン製造業を営んでいた。モスクワ大学法学部を中退している。1895年、21歳の誕生日を機にルター派福音主義教会から正教会に改宗し、洗礼名「フセヴォロド」を名乗る。その後、モスクワ・フィルハーモニー協会演劇学校でウラジーミル・ネミロヴィッチ＝ダンチェンコに師事し、ここにメイエルホリドの舞台人としての活動の幕が切って落とされた。1898年には恩師であるネミロヴィッチ＝ダンチェンコに従い、モスクワ芸術座の旗揚げに参加している。
モスクワ芸術座では、アントン・チェーホフの『かもめ』の上演でトレープレフ役を演じ、チェーホフに影響されて演劇における様式美を追求したが、モスクワ芸術座における自然主義的・心理主義的演劇論と齟齬をきたし、1902年にモスクワ芸術座を退団した。退団後、メイエルホリドは自らの理想を追い求めてスネギリョフやコシェヴェーロフら有志と語らい、いくつかの劇団を結成し、カフカスに巡業に出た。メイエルホリドは役者として舞台に立つ他に、演出畑に進出する。メイエルホリドは、実験的劇場とそれにふさわしい新しい演技の構築を模索していく。
1905年に、当時モスクワ芸術座における自然主義演劇に行き詰まっていたスタニスラフスキーから、新しい演劇の創造への協力を求められる。そこで、メイエルホリドはモスクワ芸術座付属の「演劇スタジオ」を作り、そこで『タンタジールの死』の演出など、様々な条件演劇的な実験を試みる。その経験を生かし、その後象徴主義的演技の熱心な主導者となっていく。特に1906年から1907年にかけて、サンクトペテルブルクのヴェラ・コミサルジェフスカヤ劇場で上演した『修道女ベアトリス』を制作し、同作は、アンドレイ・ベールイ、ヴァレリー・ブリュソフ、ゲオルギー・チュルコフらから象徴主義的不動劇として評価を受けた。また、1906年に演出したアレクサンドル・ブロークの『見世物小屋』は象徴主義の脱構築から、広く論争を巻き起こした。その他、コミッサルジェフスカヤ劇場では、プシビシェフスキの『永遠の物語』、イプセン作『ヘッダ・ガーブレル』、メーテルリンク作『修道女ベアトリーチェ』などを演出し、象徴主義の流行、隆盛期を出現せしめた。

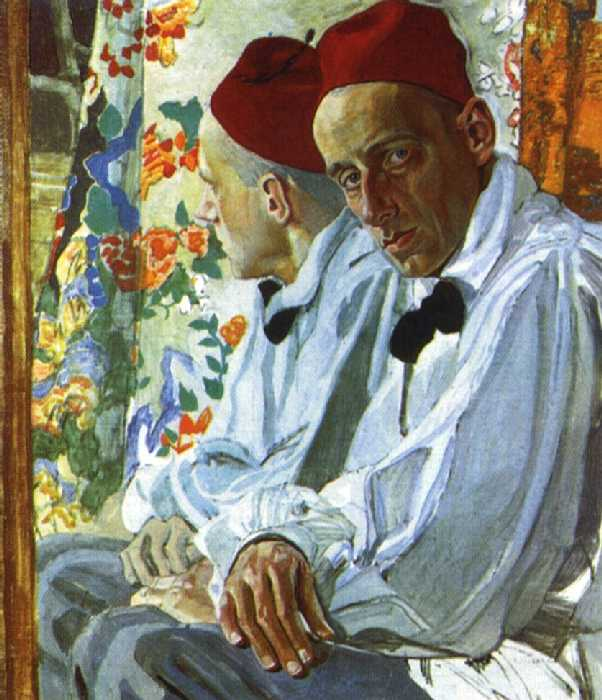
メイエリホリドの肖像（アレクサンドル・ゴローヴィン画）

しかし、コミサルジェフスカヤとの蜜月は長く続かず、喧嘩別れの後、1908年サンクトペテルブルク帝室アレクサンドリンスキー劇場およびマリインスキー劇場の演出家となる。両劇場時代、メイエルホリドは世界各国の演劇研究に取り組み、その中でも伝統的な民衆演劇を応用した。メイエルホリドは、レールモントフ作『仮面舞踏会』、モリエール作『ドン・ジュアン』、ワーグナー作『トリスタンとイゾルデ』その他を演出し、ロシア革命直前、直後の混迷するロシア演劇界にあって、演劇の革新という観点で独自の足跡を残した。メイエルホリドは、自分たち演技者と観客との有機的接触を求め演劇・演出の手法を探求していった。そのような実験的手法の中から、客席と舞台との連続性の強調、舞台における非日常性の強調、映画のモンタージュ形式に共通する時空間など演出手法を確立するに至った。
1917年、ロシア革命によってメイエルホリドは実験的演出および演劇の革新実現の絶好の機会が到来したと考え、積極的に革命に参画した。メイエルホリドはロシアの演劇人中、一番早く革命を歓迎した一人であり、1918年8月にはすでにロシア共産党（ボリシェビキ）に入党している。同年から1921年までソ連教育人民委員部（文部省）の演劇部門を統括する。1918年秋、革命1周年を祝してマヤコフスキー作『ミステリヤ・ブッフ』を演出・上演するが、これはソ連時代、職業的演劇人の担い手になる最初の社会主義的演劇との評価を受けていた。『ミステリヤ･ブッフ』の上演以来、演劇革命ともいえる「演劇の十月」を唱え、新時代にふさわしい新しい演劇の創造運動に邁進する。それはたとえば、舞台と観客の融合をはかった『曙』、大胆な構成主義の舞台を展開した『堂々たるコキュ』、ソビエトの現実をするどく風刺した『南京虫』『風呂』、古典を見事に現代化した『森林』『検察官』『知恵の悲しき』等の舞台演出に結実することになる。また、国立高等演劇工房では、後の映画監督セルゲイ・エイゼンシュテインらを養成している。革命後は、アジ・プロ演劇手法の確立、コメディア・デラルテ、サーカスなどの動きと、科学的な生産の時間・動作研究であるテイラー・システムなどを参考にしつつ、機械的イメージとを組み合わせた身体訓練法「ビオメハニカ」の提唱などを次々と行い、1920年代におけるソビエト・ロシア演劇はもとより、20世紀前半の国際演劇に大きな影響を与えた。すなわち演劇における身体性・集団性の復権である。そしてまた、当時若手の作曲家ドミートリイ・ショスタコーヴィチとも親交があり、自らの劇場の音楽部長に任命し、戯曲『南京虫』の舞台音楽を依頼している。
1923年、ロシア共和国人民芸術家の称号を授与された。また、同年メイエルホリド劇場を創立するとともに、1924年までメイエルホリド劇場とモスクワ革命劇場の芸術指導者を兼務する。しかし、演劇創作の絶対的自由と不断の革新を目指すメイエルホリドの姿勢は、スターリンに代表される共産党官僚の全体主義的統制と相対するようになった。
1938年1月、形式主義文化の害毒を流布していると批判されてメイエルホリド劇場は閉鎖され、メイエルホリドは1939年6月14日の第1回全ソ演出家会議で自己批判を要求されたがそれを拒否し、「ソ連共産党は形式主義を狩り出すつもりで、芸術を殺してしまった」と非難したため、その翌日に投獄される。以後も弾圧は続き逮捕・投獄され、残忍な拷問を受けた末に、フランス、日本とイギリスの諜報部に協力したと供述させられた。入獄時のきびしい取り調べは、現存するメイエルホリド本人のヴィシンスキー判事宛の嘆願書に描かれているが、スターリン粛清時のむごたらしさをも伺うことができる貴重な文献である（この他に、モロトフあての手紙も現存している）。
そしてメイエルホリドは、1940年2月1日に死刑判決を受け、（おそらく）翌日に銃殺された。
妻で女優のジナイーダ・ライヒは夫の逮捕後の1939年7月15日に、モスクワ市ブリューソフ小路の自宅で何者かによって暗殺されている。GPUによる族誅説が有力である。『ショスタコーヴィチの証言』によれば、ライヒのうめき声が何時間も続いたが、隣人たちは関わり合いを恐れて誰一人様子を見に行かなかったという。
スターリンの死後、非スターリン化に伴い、1955年11月28日、ソ連最高軍事部会はメイエルホリドの名誉回復を発表した。

## 家族
- 妻：ジナイーダ・ライヒ…女優
- 義妹：エカテリーナ・ムント…女優、モスクワ芸術座団員

## 関連文献
- 『メイエルホリド・ベストセレクション』諌早勇ほか訳、作品社、2001年
- エドワード・ブローン『メイエルホリド演劇の革命』浦雅春・伊藤愉訳　水声社、2008年
- エドワード・ブローン『メイエルホリドの全体像』浦雅春訳、晶文社、1982年（品切）
- 伊藤俊也『メイエルホリドな、余りにメイエルホリドな』れんが書房新社、2009年
- 『メイエルホリド 粛清と名誉回復』佐藤恭子訳、岩波書店、1990年
- 佐藤恭子『メイエルホリド』早川書房 1976年（絶版）

以下の文献には杉本良吉、岡田嘉子と、メイエルホリド粛清の関連についての章がある。ただし、名越の「杉本の虚偽の供述がメイエルホリド粛清の口実にされた」という見解について、武田は「粛清は規定の方針で、杉本はその最後の仕上げに利用されたにすぎない」としている。
- 加藤哲郎『モスクワで粛清された日本人 : 30年代共産党と国崎定洞・山本懸蔵の悲劇』青木書店、1994年。ISBN 4250940160。 NCID BN10872021。全国書誌番号:94068434。
- 武田清「メイエルホリドの暗い環Ⅱ-そこにはいなかった佐野碩の影-」『大正演劇研究』第8巻、明治大学大正演劇研究会、2000年5月、179-192頁、NAID 120001970443。
- 名越健郎『クレムリン秘密文書は語る』中公新書、1994年